# ジェール川
ジェール川 （ジェールがわ、Gers）は、フランス南西部の河川。アキテーヌ地域圏およびミディ＝ピレネー地域圏を流れる。ジェール県の語源となっている。

## 由来
ジェールの名は、 Ægirtius、de Egircio flumine、Gircius（6世紀）、in flumine Gersio（817年）、Iercius（13世紀）として記録されている。

## 地理
南から北に向けて流れる。
オート＝ピレネー県ラヌメザン近郊、ラヌメザン高原にある標高613mのラ・ランドを水源とする。ロット＝エ＝ガロンヌ県アジャン南方でガロンヌ川と合流する。

## 流域の主なコミューン
- オート＝ピレネー県 - ラヌメザン、モンレオン＝マニョアック
- ジェール県 - シェラン、パナサック、セサン、パヴィ、オーシュ、プレニャン、モンテストリュック＝シュル＝ジェール、フルーランス、レクトゥール
- ロット＝エ＝ガロンヌ県 - アスタフォール、レラック